# Geroglifico anatolico

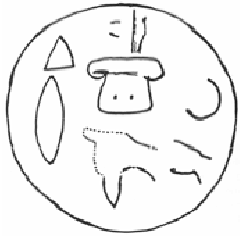
Disegno di un timbro di sigillo geroglifico trovato nello strato VIIb di Troia.

I geroglifici anatolici sono un originale sistema di scrittura geroglifica attestato nell'Anatolia centrale e costituito da circa cinquecento segni. Utilizzato specialmente nelle iscrizioni monumentali, ma anche su sigilli, riguarda la scrittura di un dialetto luvio detto "luvio geroglifico" per distinguerlo da quello redatto in alfabeto luvio cuneiforme nel II millennio a.C.. Questa scrittura viene usata fin dai tempi del grande impero ittita, ma la maggior parte delle iscrizioni risale ad un periodo più recente (X-VIII sec. a.C.). Quando la Siria viene gradualmente incorporata nell'impero assiro, non si trova più tale scrittura.
Furono in passato comunemente conosciuti come "geroglifici ittiti", termine introdotto per la prima volta dall'archeologo e linguista inglese Archibald Henry Sayce poco dopo il 1870, ma la lingua che essi codificano si dimostra essere quella dei Luvi, non quella degli Ittiti; il termine "geroglifici luvi" è quello usato in pubblicazioni in lingua inglese. Sono tipologicamente simili ai geroglifici egiziani, ma non derivano graficamente da quella scrittura, e non sono noti per avere giocato un ruolo sacro come quelli in Egitto. I segni di questa scrittura anatolica, così come non hanno alcuna relazione con i geroglifici egiziani, non ne hanno nemmeno con quelli cretesi. Non c'è nemmeno collegamento dimostrabile con la scrittura cuneiforme ittita.

## Storia
I geroglifici anatolici sono attestati dal  II millennio a.C. nell'Anatolia e nella moderna Siria. Gli esempi più antichi sono testimoniati dai sigilli, ma questi consistono soltanto di nomi, titoli e segni di auspicio, e non è certo se essi rappresentino già una lingua. La maggior parte dei testi effettivi sono trovati sotto forma di iscrizioni monumentali su pietra, sebbene alcuni documenti siano sopravvissuti su "strisce" di piombo.
Le prime iscrizioni monumentali confermavano come già luvia la tarda età del bronzo, che va dal XIV al XIII secolo a.C. circa; precedentemente il luvio era scritto, già da diversi secoli, utilizzando la scrittura cuneiforme, d'origine mesopotamica. Dopo alcune centinaia di anni di materiale sparso, i geroglifici ricominciano nell'antica età del ferro, dal X all'VIII secolo a.C. circa. Agli inizi del VII secolo a.C., poco dopo la caduta degli ultimi regni neo-ittiti, la scrittura geroglifica luvia, durata circa 1 300 anni, si trovò marginalizzata dalla competitiva scrittura alfabetica dell'Asia Minore e cadde in oblio.

## Lingua
È ritenuto evidente che la scrittura trascrivesse la lingua luvia, principalmente a causa dell'assenza di una serie e; in questo senso è perciò nota come "geroglifica luvia", poiché nessun testo che documenti un'altra lingua è noto, sebbene vi sia occasionalmente materiale estraneo come teonimi urriti o commenti in urarteo (come  á - ḫá+ra - ku per 
 aqarqi o  tu - ru - za per  ṭerusi, due unità di misura).

## Tipologia

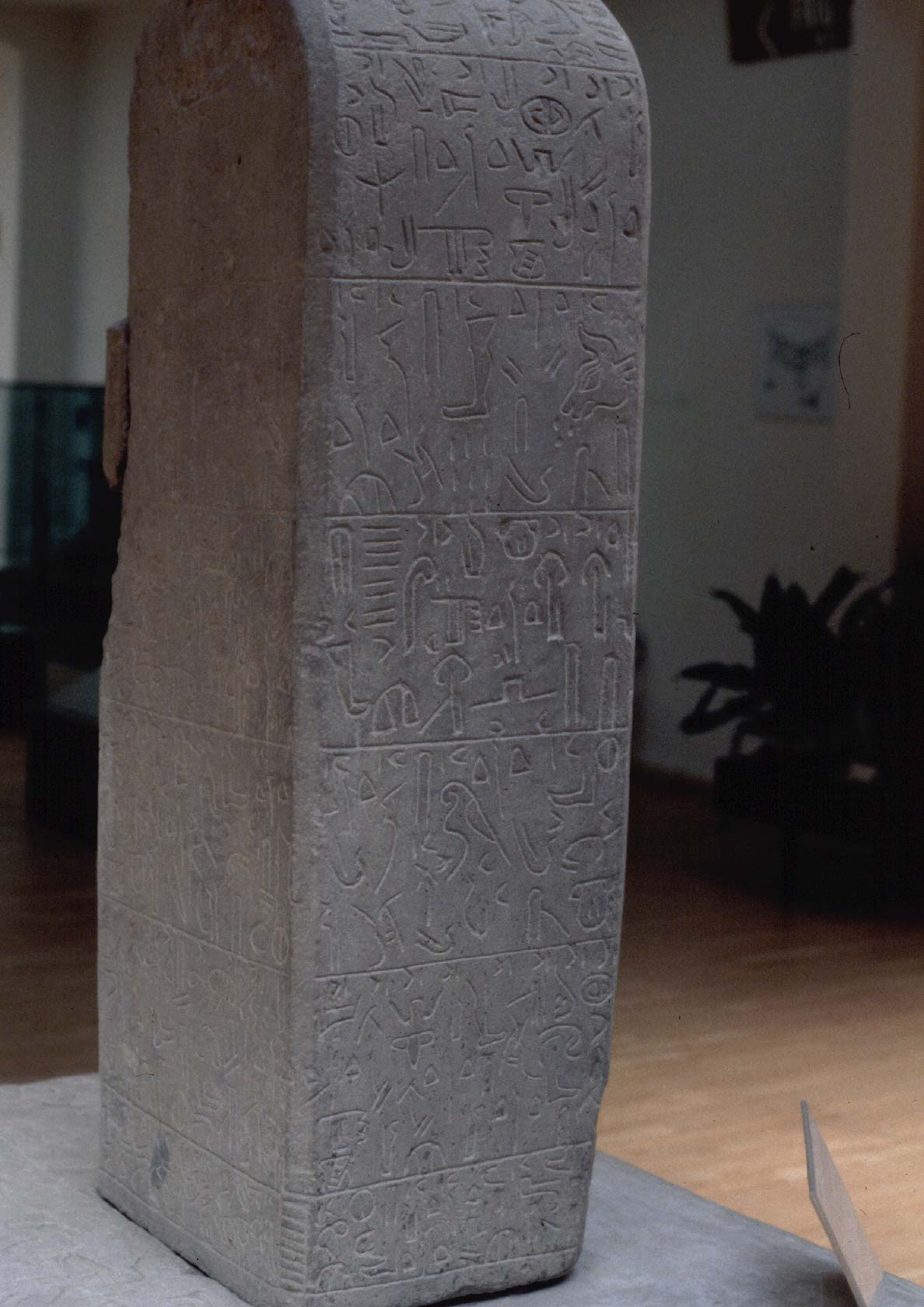
Stele con geroglifici luvi

I geroglifici anatolici rappresentano sia disegni figurativi, come animali o membra del corpo umano, sia figure geometriche semplici o più complesse.
Come per l'egizio, i caratteri possono essere logografici o fonografici — vale a dire, essi possono essere usati per rappresentare parole o suoni. Come nel sistema cuneiforme, ogni segno può cumulare i due valori, ideogrammatico o, secondo la terminologia attuale, logogrammatico da una parte e sillabico dall'altra. Il numero di segni fonografici è limitato. La maggior parte rappresenta sillabe CV (consonante-vocale), sebbene ci siano pochi segni disillabici. Un grande numero di questi sono ambigui come se la vocale fosse a o i. Alcuni segni sono dedicati a un uso o ad un altro, ma molti sono flessibili. 
Le parole possono essere scritte logograficamente, foneticamente, in modo misto (vale a dire, un logogramma con un complemento fonetico), e possono essere preceduti da un determinativo. Certi segni con valore logogrammatico vengono utilizzati come dei determinativi, vale a dire che determinano la categoria della parola che li segue o li precede: un nome di persona, di divinità, di città, ecc. Diversamente, il fatto che i glifi fonetici formino un sillabario, piuttosto che indicare soltanto consonanti, rende questo sistema analogo a quello dei geroglifici egiziani. 
Poco somiglianti ai geroglifici egiziani, le linee di geroglifici luvi vengono scritte alternativamente da sinistra a destra e da destra a sinistra. Questa pratica venne chiamata  "scrittura bustrofedica" (dal greco: "come il bue svolta", riferito al bue utilizzato per il lavoro dei campi).
Alcuni studiosi confrontano il Disco di Festo e i geroglifici cretesi come scritture possibilmente correlate, ma non c'è nessun consenso riguardo a questo.

## Decifrazione
La scrittura venne parzialmente decifrata da Emmanuel Laroche nel 1960, e la sua lingua venne riconosciuta come luvia nel 1973 da J.D. Hawkins, Anna Morpurgo-Davies e Günther Neumann, correggendo alcuni precedenti errori riguardo ai valori, in particolare emendando la lettura di simboli *376 e *377 da i, ī a zi, za.

## Traslitterazione
La traslitterazione di logogrammi è convenzionalmente il termine rappresentato in latino, in lettere capitali (per esempio, PES per il logogramma di "piede"). I sillabogrammi sono traslitterati, disambiguando i segni omofoni analogamente alla traslitterazione cuneiforme, per esempio ta=ta1, tá=ta2, tà=ta3, ta4, ta5 e ta6 traslitterano sei modi distinti della rappresentazione fonemica di /ta/. Alcuni di questi segni omofoni hanno ricevuto ulteriore attenzione e nuova interpretazione fonetica in anni recenti, per esempio tà si è trovato che sta per /da/.
Un altro esempio di traslitterazione oggetto di studi è BONUS2.VIR2, che rappresenta la traslitterazione latina convenzionale dell'espressione geroglifica anatolica data dai segni L362.L386. Tale espressione è tipicamente presente nella glittica del tardo periodo imperiale ittita, solitamente considerata espressione di buon augurio (nota Güterbock 1975). Secondo alcuni studi (Massi 2009) sarebbe da considerare come indicatore di una specifica classe sociale, probabilmente quella nobiliare.